# South Africa International 2013
Die South Africa International 2013 im Badminton fanden vom 12. bis zum 15. Dezember 2013 in Pretoria statt.

## Sieger und Platzierte
| Disziplin    | Gold                              | Silber                                  | Bronze                              |
| ------------ | --------------------------------- | --------------------------------------- | ----------------------------------- |
| Herreneinzel | Jacob Maliekal                    | Alen Roj                                | Prakash Vijayanath                  |
| Herreneinzel | Jacob Maliekal                    | Alen Roj                                | Gaone Tawana                        |
| Dameneinzel  | Telma Santos                      | Hadia Hosny                             | Elme de Villiers                    |
| Dameneinzel  | Telma Santos                      | Hadia Hosny                             | Kate Foo Kune                       |
| Herrendoppel | Aatish Lubah Georges Paul         | Alen Roj Kek Jamnik                     | Daniel Sam Emmanuel Donkor          |
| Herrendoppel | Aatish Lubah Georges Paul         | Alen Roj Kek Jamnik                     | Gilles Allet Stephan Beeharry       |
| Damendoppel  | Elme de Villiers Sandra Halilovic | Michelle Butler-Emmett Sandra Le Grange | Demi Botha Janke van der Vyver      |
| Damendoppel  | Elme de Villiers Sandra Halilovic | Michelle Butler-Emmett Sandra Le Grange | Aurelie Allet Shaama Sandooyeea     |
| Mixed        | Abdelrahman Kashkal Hadia Hosny   | Sahir Edoo Yeldi Louison                | Cameron Coetzer Janke van der Vyver |
| Mixed        | Abdelrahman Kashkal Hadia Hosny   | Sahir Edoo Yeldi Louison                | Orideetse Thela Botho Makubate      |